# Expand (commande)
expand est une commande MS-DOS permettant de décompresser un ou plusieurs fichiers compressés.

## Paramètres
La commande expand prend s différents paramètres :
| Paramètre     | Description |
| ------------- | --- |
| -r            | Renomme des fichiers développés. |
| <destination> | Spécifie l’emplacement où les fichiers sont développés. Si source correspond à plusieurs fichiers et si -r n’est pas spécifié, destination doit correspondre à un répertoire. destination peut avoir pour valeur une lettre de lecteur suivie du signe deux-points, un nom de répertoire, un nom de fichier ou une combinaison d’un ou de plusieurs de ces éléments. |
| -d            | Affiche la liste des fichiers à l’emplacement source. Ne développe ou n’extrait pas les fichiers. |